# 索菲伊夫卡 (安德里伊夫卡市鎮)
46°59′10″N 36°40′6″E / 46.98611°N 36.66833°E
索菲伊夫卡（羅馬化：Sofiivka）是位於烏克蘭東南部的村莊，由扎波羅熱州別爾江斯克區的安德里伊夫卡市鎮負責管轄。該村處於布爾蒂奇亞河畔，始建於1921年，面積1.69平方公里，海拔高度51米，2001年人口538。